# Мба, Леон
Габриэль Леон Мба (фр. Léon M'ba; 9 февраля 1902 — 27 ноября 1967) — габонский государственный деятель, первый премьер-министр (1959—1961) и президент Габона (1961—1967).

## Биография
Представитель этнической группы фанг. После учебы в католической семинарии, он работал в колониальной администрации в качестве таможенного агента. Также был журналистом издания «Эхо Габона» и основателем нескольких местных газет. С 1920 года являлся секретарем секции Габона Лиги по правам человека.
В 1930-е годы он отдалился от католической церкви и стал последователем Бвити — религиозной секты, которая была особенно популярна среди фанг. В 1931 году секта была обвинена в убийстве женщины, чьи останки были обнаружены за пределами рынка в Либревиле. Обвиняемый в соучастии, хотя его причастность к преступлению не была доказана, политик был уволен с государственной службы и приговорен к трем годам лишения свободы и десяти годам изгнания. Официально ему ставилась в вину растрата налоговых поступлений и жестокое обращения с местной рабочей силой. Находясь на французской территории Убанги-Шари, он продолжал оказывать влияние на представителей фанг, в результате французский генерал-губернатор принял решение взять политика под наблюдение. В 1942 году его приговор был смягчён и он становится чиновником в Браззавиле.
В 1946 году он возвращается в Габон, став менеджером британского торгового дома «Джон Холт». Он включается в политическую деятельность, ставя целью расширения прав и возможности назначения на административные и судебные должности представителей коренного населения. После основания Африканского демократического объединения (RDA), в октябре 1946 году, он выступил одним из создателей его местного отделения под названием Объединенное движение Габона (Mouvement Mixte Gabonais, MMG). Французские власти относились к политику настороженно, поскольку изначально Объединение было близко французской коммунистической партии. В 1953 году объединение было преобразована в Демократический блок Габона, который дистанцировался от коммунистов.
В 1951 году политик неудачно баллотировался в Национальное собрание Франции. В 1952 году был избран в состав территориального собрания, а в 1956 году — мэром Либревиля. После победы Демократического блока на выборах 1957 года, становится заместителем премьер-министра. В июле 1958 года становится президентом Исполнительного Совета Габона.
В 1958 году он руководил политической интеграцией Габона во Франко-африканское Сообщество. В 1959—1961 годах занимал пост премьер-министра Автономной Габонской Республики. 
Он стал главой государства после обретения независимости от Франции 17 августа 1960 года и первым президентом Габона после выборов 1961 года. В 1964 году произошёл первый военный переворот в Габоне, Леон Мба был похищен. Впрочем, уже через два дня союзники помогли восстановить его администрацию. Мба был избран на второй срок в марте 1967 года.
27 ноября 1967 года умер от рака в Париже, куда он был госпитализирован с августа этого же года. На посту президента его сменил вице-президент Альбер Бернар Бонго (позднее Омар Бонго Ондимба).